# Корентин из Кемпера
Корентин (Corentinus; брет: Kaourintin; ум. 460) — святой отшельник, епископ Кемпера, один из семи святых основателей Бретани. День памяти 12 декабря.
Св. Корентин родился в Бретани, неподалёку от Сивитас Аквилония (Civitas Aquilonia, соврем. Локмариа). Долгое время он был священником, но решил посвятить остаток жизни отшельничеству и поселился в лесу Невет в Пломодирне. Охотившийся в лесу король Градлон встретил его и предложил ему землю для постройки монастыря. Св. Корентин согласился. Вокруг монастыря образовывается поселение, из которого вырос город Кемпер, столица Корнуая. Став епископом Кемпера, св. Корентин снискал такую славу в народе, что город долгое время назывался Кемпер-Корентин. В Кемпере находится католический собор, освященный в его честь.
Святого Корентина почитают покровителем морепродуктов, и на иконах его изображают с рыбой. Согласно преданию, у его отшельнической кельи каждый день появлялась рыба, от которой он отрезал кусок на пропитание, причём этот кусок чудесным образом восстанавливался.
Св. Корентин также известен в Корнуолле, где ему посвящён храм в Кьюри.